# Valdemar Borovskij
Valdemar Borovskij (lit. Valdemaras Borovskis; * 2. Mai 1984 in Jonava) ist ein litauischer Fußballspieler.

## Karriere

### Verein
Seine Profi-Karriere begann er beim litauischen Zweitligisten FK Geležinis Vilkas aus der Hauptstadt Vilnius. Zur Saison 2008 wechselte er in die höchste litauische Spielklasse zu FK Vėtra. Nach weiteren Stationen bei den litauischen Erstligavereinen FK Šiauliai und Sūduva Marijampolė wechselte er 2013 in die lettische Virslīga zum FK Daugava Riga. Im September 2014 kehrte er nach Litauen zurück und unterschrieb bis zum Saisonende bei Šiauliai.
Im Februar 2015 wechselte Borovskij zum bulgarischen Erstligisten Beroe Stara Zagora. Dort konnte er sich nicht durchsetzen und kam bis Saisonende in nur vier Pflichtspielen zum Einsatz. In der Saison 2016 spielt er bei FK Lietava aus der litauischen Mittelstadt Jonava, für den er in 33 Ligaspielen zum Einsatz kam und dabei zwei Tore erzielt.
Zur Saison 2017 wechselte Borovskij zum Ligakonkurrenten FK Trakai, der 2019 in FK Riteriai umbenannt wurde.

### Nationalmannschaft
Borovskij debütierte am 25. März 2011 in einem Freundschaftsspiel gegen Polen für die litauische Nationalmannschaft, als er in der 82. Spielminute für Edgaras Česnauskis eingewechselt wurde. Er absolvierte zwischen 2011 und 2018 insgesamt 27 Länderspiele für Litauen und wurde dabei überwiegend auf der Position des Rechtsverteidigers eingesetzt.